# دودلي إس. غريغوري
دودلي إس. غريغوري (بالإنجليزية: Dudley S. Gregory)‏ هو سياسي أمريكي، ولد في 5 فبراير 1800 في Redding, Connecticut ‏ في الولايات المتحدة، وتوفي في 8 ديسمبر 1874 في جيرسي سيتي في الولايات المتحدة. نشط حزبياً في حزب اليمين. وقد انتخب مجلس مقاطعة بيرغن للحرفيين المختارين وانتخب Mayor of Jersey City, New Jersey ‏ وانتخب عضو مجلس النواب الأمريكي.